# Vila Nova de São Pedro
Vila Nova de São Pedro is een plaats (freguesia) in de Portugese gemeente Azambuja en telt 725 inwoners (2001).